# Sentier de grande randonnée 2013
Le GR2013 est un sentier métropolitain de grande randonnée d'environ 365 kilomètres de longueur, qui traverse l'aire métropolitaine de Marseille. Dans la collection des GR de Pays (ou « GRP »), il est le premier GR  à explorer une métropole française à cette échelle, reliant des espaces urbains, périurbains, industriels, agricoles mais également naturels , il a été conçu et tracé avec des « artistes-marcheurs » pour Marseille-Provence 2013 capitale européenne de la culture.

## Communes traversées
Le GR 2013 a une forme de double boucle autour de l'Étang de Berre (alias mer de Berre) et du massif de l'Étoile et du Garlaban, suivant l'idée que « la métropole s'organise autour de deux grands vides ». Il traverse 38 communes[réf. nécessaire] (dans l'ordre du parcours) : 

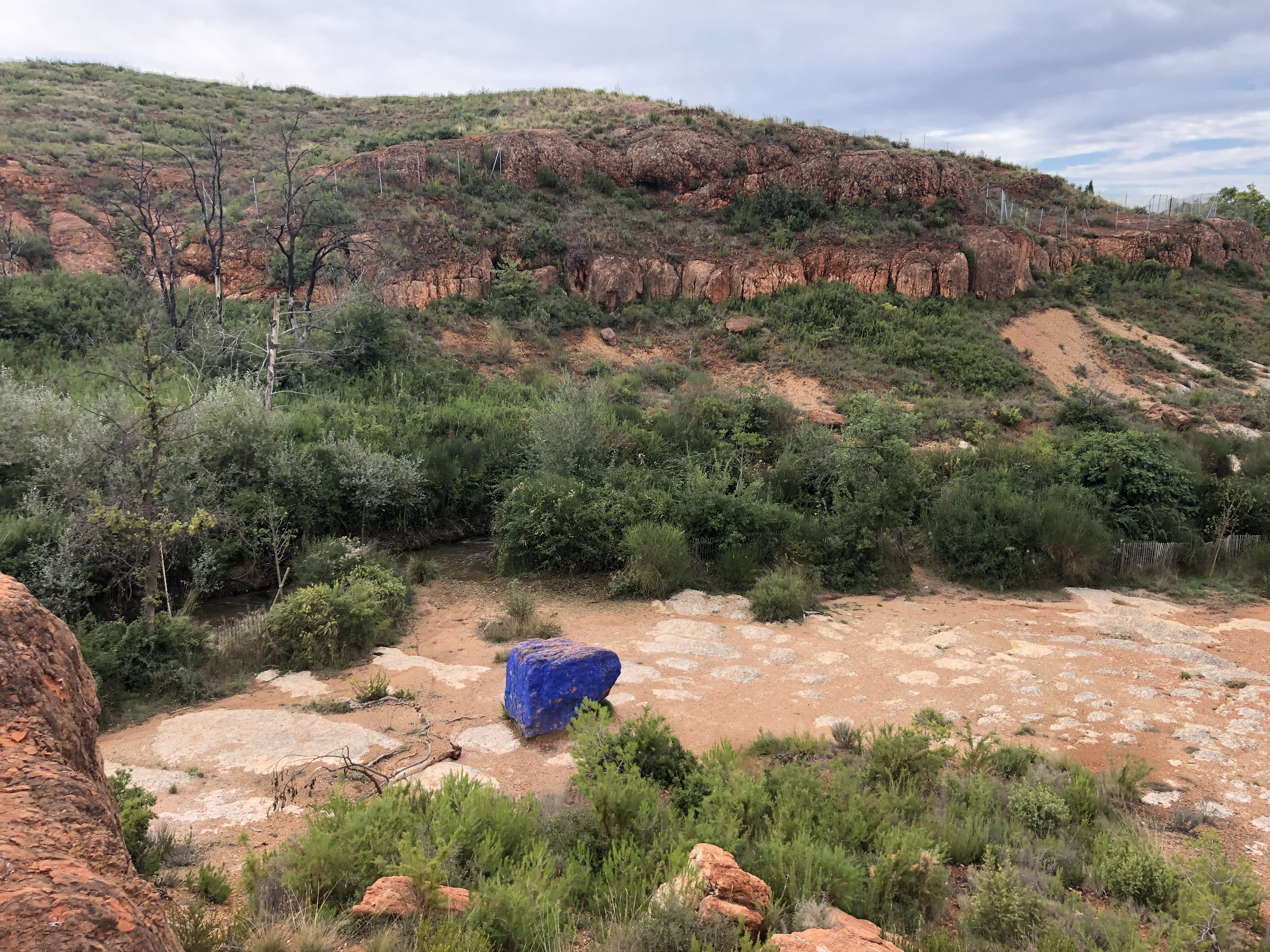
Le site de l'Infernet, un des paysages traversés par le GR 2013.

- Vitrolles
- Saint-Victoret
- Marignane
- Châteauneuf-les-Martigues
- Martigues
- Port-de-Bouc
- Saint-Mitre-les-Remparts
- Istres
- Miramas
- Grans
- Salon-de-Provence
- Pélissanne
- Lançon-Provence
- La Fare-les-Oliviers
- Berre-l'Étang
- Velaux
- Rognac
- Cabriès
- Les Pennes-Mirabeau
- Septèmes-les-Vallons
- Marseille
- La Penne-sur-Huveaune
- Aubagne
- Gémenos
- Plan-d'Aups-Sainte-Baume
- Auriol
- Roquevaire
- Allauch
- Peypin
- Cadolive
- Saint-Savournin
- Mimet
- Gardanne
- Meyreuil
- Le Tholonet
- Beaurecueil
- Saint-Marc-Jaumegarde
- Aix-en-Provence

## Partenaires
Le GR2013 est l'un des projets structurants de Marseille-Provence 2013, créé par la Fédération française de la randonnée pédestre avec le Conseil général des Bouches-du-Rhône.
Selon Baptiste Lanaspèze son concepteur, la réalisation du GR2013 est une œuvre fondamentalement collective qui rassemble 11 artistes-marcheurs associés, des dizaines de randonneurs, les services techniques des communes traversées, et des « testeurs ». Le chemin a par exemple été testé par des facteurs dans le cadre du partenariat entre La Poste et Marseille-Provence 2013. 

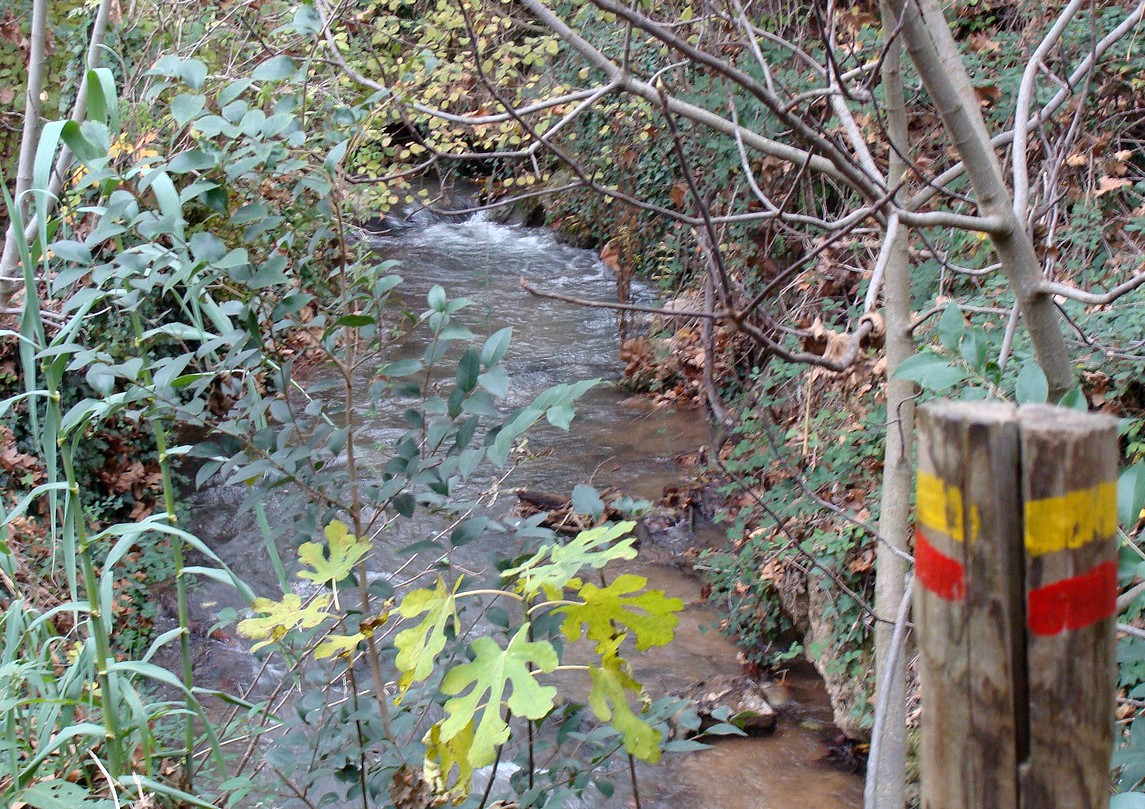
Balise du GR 2013 (jaune et rouge) dans le vallon de l'Infernet, sur la commune de Vitrolles

Le tracé du GR2013 emprunte pour moitié des itinéraires déjà existants, balisés au titre du Plan départemental des itinéraires de promenade et de randonnée par le Conseil général des Bouches-du-Rhône.
Le balisage du GR2013, initié en novembre 2012 a été effectué par les baliseurs des associations du Comité départemental de randonnée pédestre des Bouches-du-Rhône (CDRP13) en lien avec la Fédération française de randonnée pédestre (FFRandonnée).
Le Bureau des guides du GR2013 est une structure ayant pour mission d’animer la dimension culturelle et artistique du sentier du GR2013 en proposant des marches, des actions et des événements liés à l’exploration du territoire.

## L'art du chemin
Le GR2013 a été conçu comme « un musée en plein air » où « l'œuvre serait le chemin ». 
Une exposition autour du GR2013 est organisée au Palais de la Bourse (Chambre de Commerce et d'Industrie Marseille Provence) en 2013.

## Événements
Le GR2013 est inauguré du 22 au 24 mars 2013 par une course-relais.
Pendant toute l'année 2013, le GR2013 est arpenté par les artistes associés et par les architectes du Conseil d'architecture, d'urbanisme et d'environnement des Bouches-du-Rhône dans le cadre du projet Caravan, en référence à « un thème de jazz que tout le monde joue différemment, mais ensemble ».